# 莫尔特基农村居民点
莫尔特基农村居民点（俄语：Мортковское сельское поселение）是俄罗斯联邦伊万诺沃州普切日区所属的一个农村居民点。其下辖有51个居民点，行政中心为莫尔特基。据2016年统计，该农村居民点的人口为640人。